# Афонин, Матвей Иванович
Матве́й Ива́нович Афо́нин (1739—1810) — российский естествоиспытатель (химик, ботаник), первый русский профессор натуральной истории. Доктор медицины; ученик Карла Линнея.
Учился в гимназии при Московском университете, затем в Кёнигсбергском и Уппсальском университетах; преподавал ботанику, зоологию, минералогию, домоводство, животноводство и земледелие в Императорском Московском университете, затем преподавал химию в Горном училище в Санкт-Петербурге. С 1784 года жил в Крыму, затем в городе Николаеве.

## Биография
Матвей Иванович Афонин родился в дворянской семье. Получив домашнее начальное образование, поступил в дворянское отделение гимназии при Московского университета. Здесь он учился вместе со своим сверстником Григорием Потёмкиным (1739—1791), будущим светлейшим князем Потёмкиным-Таврическим; Афонин с ним дружил, нередко помогал ему деньгами (известно, что однажды Афонин подарил Потёмкину книгу Бюффона, которой тот интересовался, но не имел возможности себе купить).

### Учёба за границей
На протяжении всех лет пребывания в гимназии показывал себя способным и прилежным учеником. В июле 1758 по результатам обучения в высшем латинском классе гимназии Афонин вместе с тремя другими учениками (среди которых — Александр Карамышев, будущий товарищ Афонина по учёбе в Кёнигсберге и Уппсале) был торжественно награждён золотой медалью и «послан Московским императорским университетом в Кёнигсбергский университет без предписания, каким предметам … учиться». Выбор Кёнигсбергского университета был связан и с тем, что это было очень уважаемое старинное учреждение, которое славилось своей профессурой, и с текущими политическими факторами: в начале 1758 года Кёнигсберг, как и почти вся Восточная Пруссия, были заняты российскими войсками в ходе Семилетней войны, во время которой Российская империя выступала в союзе с Австрией, Францией и Швецией против Пруссии и Великобритании.
Афонин и Карамышев жили и учились в Кёнигсберге с сентября 1758 по июль 1761 года. Поскольку немецкого языка, на котором здесь большей частью читали лекции, они не знали, в течение года им пришлось заниматься немецким и латинским языками. После сдачи экзаменов они были приняты в студенты; слушали лекции по философии, математике, логике, экспериментальной физике, а также по различным разделам метафизики — онтологии, космологии и психологии под руководством профессора логики и метафизики Фридриха Иоганна Бука. Афонин, как и другие российские студенты, находился под постоянным надзором со стороны Тимофея Ивановича Клингштедта, который в тот период заведовал в Кёнигсберге камеральными делами, то есть занимался управлением государственным имуществом (в будущем Клингштет станет одним из основателей и президентов Императорского Вольного экономического общества, активными членами которого будут и Афонин с Карамышевым). Клингштет регулярно докладывал об успеваемости и поведении своих подопечных куратору Московского университета Ивану Ивановичу Шувалову.

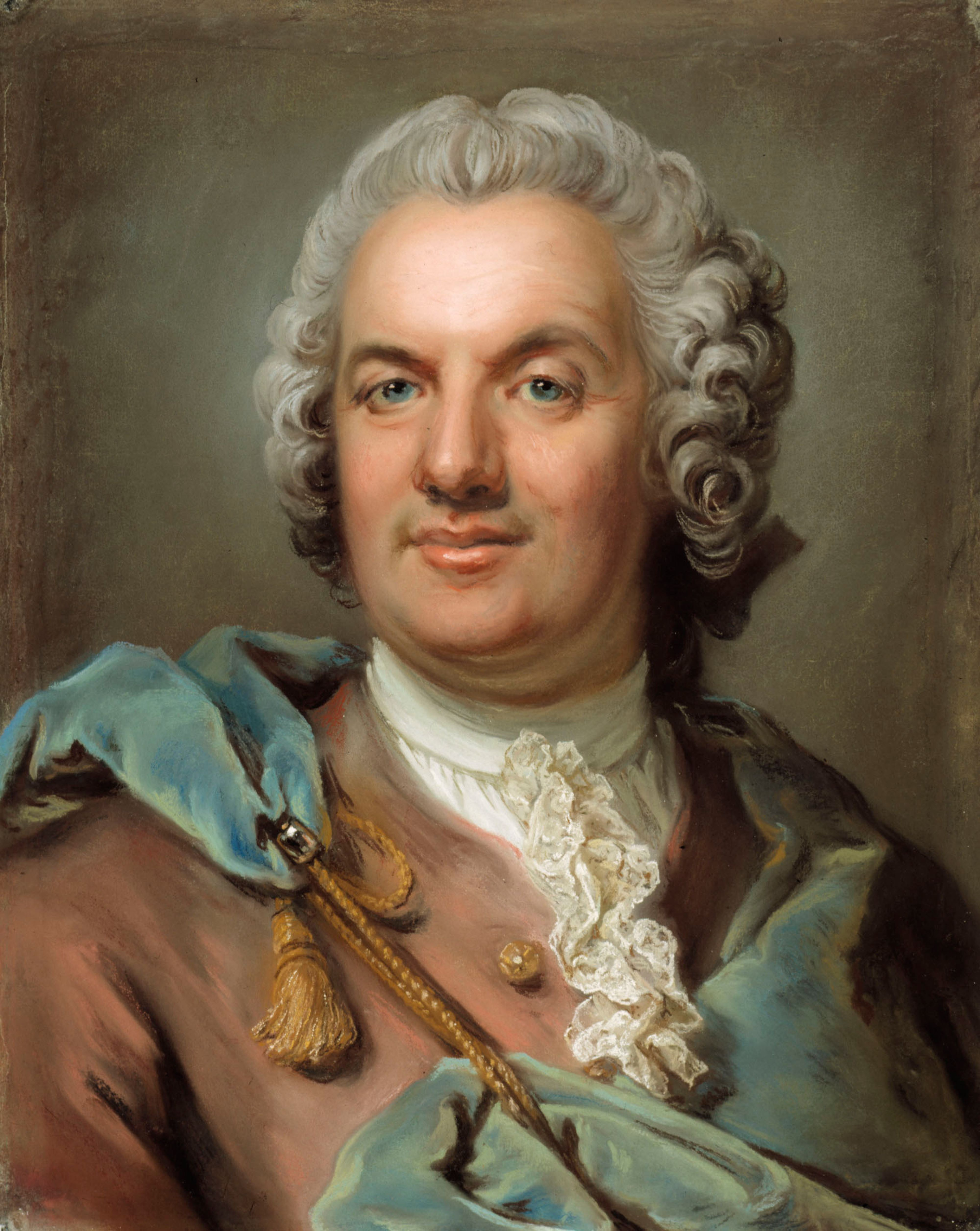
Профессор Ю. Ире, в доме которого Афонин жил все годы учёбы в Уппсале

В 1761 году Афонин и Карамышев по распоряжению Шувалова были направлены в Швецию (которая в этот период продолжала оставаться для России союзным государством) «для изучения земледелия и так называемых горных наук». Прибыв в Швецию в середине июля, до октября по причине учебных каникул они жили в Стокгольме у российского чрезвычайного посланника графа Ивана Андреевича Остермана, а затем с рекомендательным письмом были направлены в Уппсалу к профессору Юхану Ире — одному из наиболее известных шведских языковедов XVIII века; в его доме они и жили все годы учёбы.

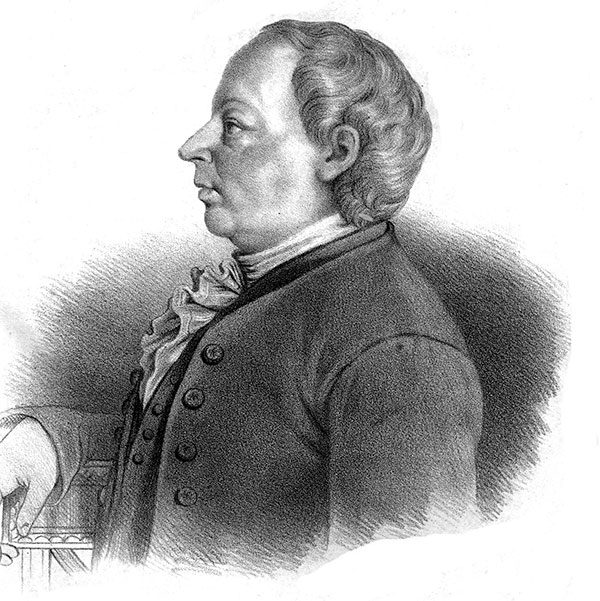
Ю. Валлериус, преподаватель «доцимастики» и металлургии

Своё обучение они начали с естественной истории под руководством знаменитого Карла Линнея, исходя из того, что этот предмет является введением в изучение специальных предметов. Одновременно они занимались минералогией у адъюнкта химии Андерса Тидстрёма, ученика Линнея. Окончив курс естественной истории, они прослушали два курса, которые преподавал Юхан Валлериус: пробирной химии («курс доцимастики»), а затем курс металлургии; помимо лекций, курсы включали и практические занятия. Кроме того, Карамышев и Афонин изучали шведский язык, слушали лекции «по применению минералов в хозяйстве» и участвовали в семинарах по экономике; среди их преподавателей можно отметить химика Торберна Бергмана.

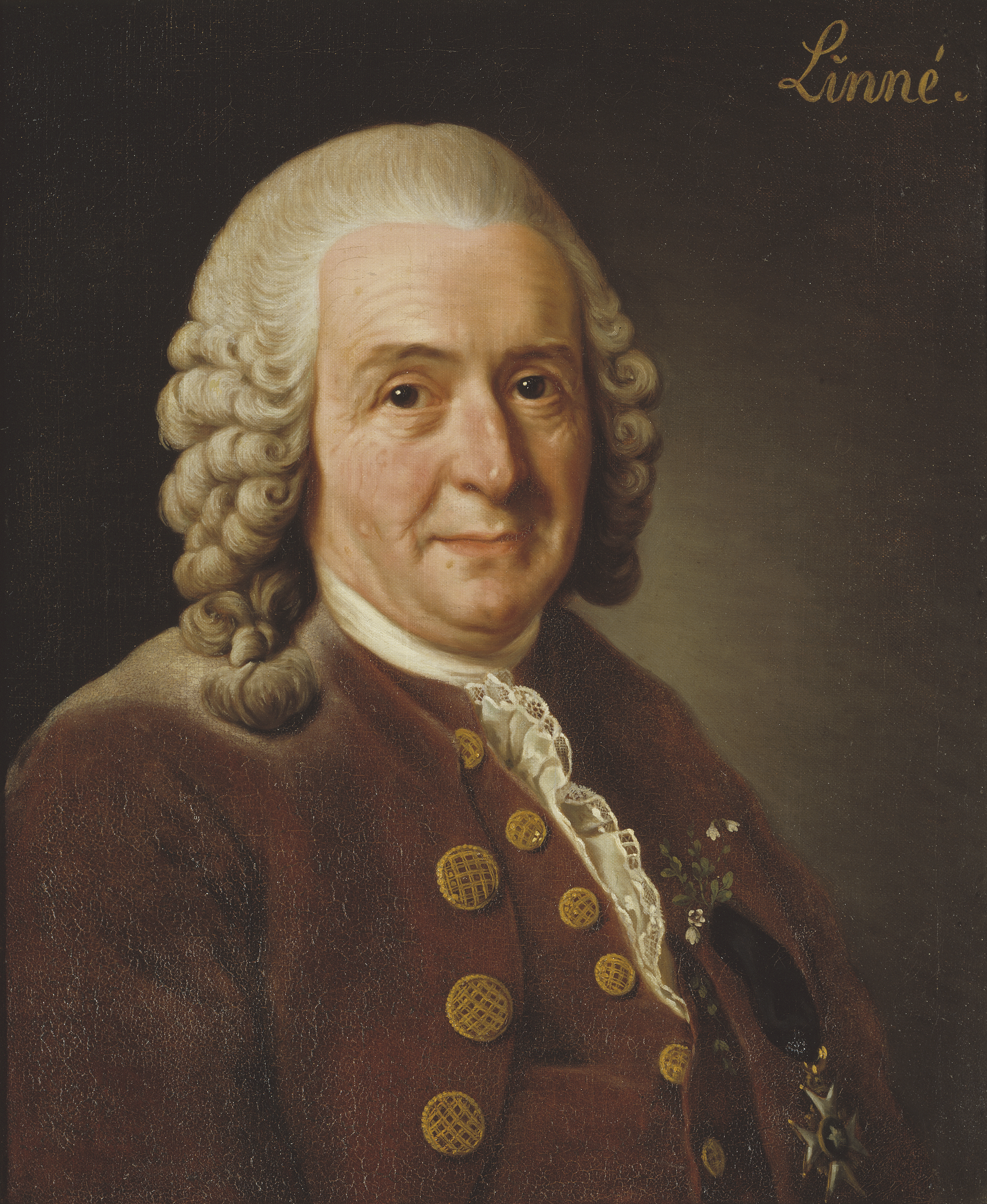
К. Линней, руководитель докторской диссертации Афонина

Руководителем докторской диссертации Афонина был Линней; ему, как это обычно бывало в то время, принадлежала и идея работы над этой темы, и существенная часть использованных в диссертации материалов. Диссертацию на латинском языке Usus Historiae Naturalis In Vita Communi (с лат. — «О пользе естественной истории в домашнем быту») Афонин защитил на медицинском факультете 17 мая 1766 года «при единогласном одобрении и рукоплесканиях всей аудитории». В диссертации Афонин доказывал, что «познание природы ведёт человека к познанию самого себя», кроме того, утверждал, что «обычай русского народа в известные праздничные дни украшать срубленными молодыми деревьями свои жилища и улицы совершенно противоречит государственной экономии».

### Возвращение в Россию
После возвращения в Москву Афонин сдал экзамен по натуральной истории, земледелию, экспериментальной физике, французскому и немецкому языкам, после чего был назначен экстраординарным профессором. С 1 января 1770 года читал в Императорском Московском университете лекции по ботанике и зоологии, а после отъезда в Германию профессора И. Х. Керштенса ему было поручено также преподавать минералогию, результатом чего стало образование кафедры натуральной истории. Афонин стал первым профессором новой кафедры. С 1770 года он также читал курс домоводства, включавший все отрасли животноводства и земледелия, при этом земледелие Афонин преподавал, большей частью опираясь на шведские источники и те знания, которые он получил в Уппсале, из-за этого его рекомендации в условиях российской действительности были порой неприменимы. Натуральную историю Афонин читал на латинском языке, а земледелие — на русском. В своих лекциях по естественной истории основное внимание уделял ботанике и зоологии, отодвигая минералогию на второй план. В 1774 году был произведён в ординарные профессора. Афонин — автор первого в России университетского курса по агрономии (1770—1777), продолжатель идей М. В. Ломоносова о чернозёмах, он впервые выдвинул идею создания музея почв.
Масон, член ложи «Озирис» с 1776 года.
Его деятельность в Москве продолжалась всего семь лет — в 1777 году он подал в отставку по состоянию здоровья: как было написано в Русском биографическом словаре (1900), «постоянное умственное напряжение и неусыпные труды, с какими были сопряжены занятия Афонина за границею и в Москве, сильно истощили его здоровье». Из Москвы он уехал в Санкт-Петербург, где работал в канцелярии Военной коллегии, а затем, с 1779 года, начал читать лекции в Горном училище, первом в Российской империи высшем учебном заведении горного профиля (сейчас — Санкт-Петербургский горный университет), вместо получившего новое назначение своего друга по заграничной учёбе Александра Карамышева. Карамышев преподавал химию и металлургию как единый учебный предмет, но после его ухода преподавание было разделено: Афонин стал преподавать химию и пробирное искусство, а Фёдор Петрович Моисеенков (который, как и Афонин, получил специальное образование за границей) — металлургию и горное искусство.
С 1784 года — в Крыму, где получил участок земли по ходатайству гимназического товарища князя Григория Александровича Потёмкина. В 1784—1788 годах Афонин был «директором экономии» в Екатеринославском наместничестве и в Крыму. Здесь он познакомился и подружился со знаменитым Петером Симоном Палласом; Афонин проводил вместе с ним агрономические опыты, о которых сообщал Вольному экономическому обществу, членом которого он состоял.
В 1790-х годах помогал агроному Михаилу Егоровичу Ливанову, который по заданию князя Потёмкина изучал природные ресурсы в районе города Николаева. Последние годы жил в бедности. Умер в Николаеве в 1810 году. По мнению ряда краеведов, Афонин был похоронен на территории Николаевского некрополя — первого кладбища этого города. Могила не сохранилась.

## Сочинения
- Matheus Aphonin. De usu Historiae Naturalis in vita communi // Caroli Linnaei Amoenitates academicae, seu, Dissertationes variae physicae, medicae, botanicae : antehac seorsim editae : nunc collectae et auctae : cum tabulis aeneis. — Upsaliae: Apud Godofredum Kiesewetter, 1766. — Vol. 7.

Публичные речи
- Слово о пользе, знании, собирании и разположении чернозему особливо в хлебопашестве / В публичном собрании Императорскаго Московского университета в высочайший день рождения ея императорскаго величества всепресветлейшия, державнейшия, великия государыни императрицы Екатерины Алексеевны, самодержицы всероссийския, говоренное онагож университета истории натуральной экстраординарным профессором Матвеем Афониным. Апреля 22 дня 1771 года. — [Москва] : Печатано при Императорском Московском университете, [1771]. — 24 с.
- Слово похвальное всепресветлейшей державнейшей великой государыне императрице Екатерине Алексеевне, самодержице всероссийской / В публичном Императорскаго Московскаго университета собрании говоренное, онагож Университета истории натуральной и земледелия экстраординарным профессором Матвеем Афониным апреля 24 дня, 1774 года. — [Москва] : Печатано при Императорском Московском университете, [1774]. — 40 с.
- Слово похвальное всепресветлейшей державнейшей великой государыне императрице Екатерине Алексеевне, самодержице всероссийской, на высочайший день ея рождения / В публичном Императорскаго Московскаго университета собрании говоренное онагож Университета истории натуральной и земледелия публичным ординарным профессором, Матвеем Афониным. Апреля 22 дня, 1776 года. — [Москва] : Печатано при Императорском Московском университете, [1776]. — 27, [1] с.

Об этих трёх речах в Русском биографическом словаре (1900) было сказано, что они «написаны довольно тяжёлым языком, но обнаруживают громадную эрудицию автора».